# ルースト・レコード
ルースト・レコード（Roost Records）、別名ロイヤル・ルースト・レコード（Royal Roost Records）は、1949年に音楽プロデューサーのテディ・レイグがニューヨークに設立した、ジャズのレコードレーベル。レーベルの名称は、ニューヨークにあったクラブから採られたものであった。サクソフォーン奏者のスタン・ゲッツがキャリアの初期に録音を残したレーベルであり、ギタリストのジョニー・スミスも同様であった。スミスは、ルースト・レコードにとって最大の稼ぎ頭だった。
その他にも、このレーベルのカタログには、ソニー・スティット、コールマン・ホーキンス、バド・パウエル、セルダン・パウエル、ビリー・テイラー、ジーン・クイルらが名を連ねていた。さらに、メリー・アン・マッコールやハリー・ベラフォンテなど、歌手のレコードも作られていた。1950年代後半、ルーストの音源は、ルーレット・レコードによって供給されていた。その後、ルーストはルーレットに買収されたが、レーベルとしては1971年までルーストの名が残った。